# Pachnistis nigropunctella
Pachnistis nigropunctella is een vlinder uit de familie dominomotten (Autostichidae). De wetenschappelijke naam is voor het eerst geldig gepubliceerd in 1955 door Viette.
De soort komt voor in het Afrotropisch gebied.